# جيم هيكي (لاعب كرة قاعدة)
جيم هيكي (بالإنجليزية: Jim Hickey)‏ هو لاعب كرة قاعدة أمريكي، ولد في 22 أكتوبر 1920 في أبينغتون في الولايات المتحدة، وتوفي في 20 سبتمبر 1997 في مانشستر في الولايات المتحدة.

## وصلات خارجية
- جيم هيكي على موقع دوري كرة القاعدة الرئيسي (الإنجليزية)
- جيم هيكي على موقعبيزبول رفرنس.كوم (الدوري الرئيسي) (الإنجليزية)
- جيم هيكي على موقعبيزبول رفرنس.كوم (الدوري الثانوي) (الإنجليزية)